# Исхаков, Али Магомедпазилович
Али Магомедпазилович Исхаков (25 ноября 1967 с. Инчха, Казбековский район, Дагестанская АССР, РСФСР, СССР) — советский борец вольного стиля и российский тренер по вольной борьбе, Заслуженный тренер России (30.06.2022).

## Биография
Является мастером спорта СССР. После окончания спортивной карьеры с 1992 года работает тренером, сначала в родном селении Инчха, далее в Дылыме, после чего перебрался в Хасавюрт, где работает в УОР. По итогам 2019 года признан лучшим дагестанским тренером по вольной борьбе по версии wrestdag.ru. 30 июня 2022 года ему было присвоено звание заслуженный тренер России, соответствующий приказ подписал министр спорта Олег Матыцин.

## Известные воспитанники
- Абасгаджи Магомедов — чемпион мира и Европы;
- Магомедрасул Идрисов — призёр чемпионата мира;
- Ахмед Идрисов — призёр чемпионатов России;
- Артём Гебеков  — призёр чемпионатов России;
- Рустам Абдурашидов — призёр чемпионата России;
- Магомед Магомаев — призёр чемпионата России;
- Ислам Гусейнов — призёр чемпионата Белоруссии;
- Магомед-Башир Ханиев — чемпион Азербайджана;
- Мухамад Икромов — финалист Чемпионата Азии;
- Мустафо Ахмедов — финалист Чемпионата Азии до 23 лет;

## Награды и звания
- Мастер спорта СССР;
- Почетный работник общего образования РФ;
- Заслуженный тренер Дагестана;
- Заслуженный тренер России;